# David Copperfield (1935)
David Copperfield ist die US-amerikanische Filmadaption von Charles Dickens’ gleichnamigem Roman. Die Premiere des Schwarz-Weiß-Filmes fand am 8. Januar 1935 statt. In Deutschland wurde der Film erstmals am 20. Dezember 1935 in den Kinos gezeigt.

## Handlung
Sechs Monate nach dem Tod seines Vaters wird David Copperfield geboren. Der englische Junge wird von seiner Mutter Clara sowie der liebevollen Bediensteten Peggotty großgezogen. David wächst heran, seine naive Mutter hat derweil einen Verehrer in Person des gutaussehenden Mr. Murdstone. David und Peggotty können den Mann jedoch nicht leiden. Peggotty nimmt David zu einem Besuch bei ihrer Familie mit. Dabei erzählt sie ihm, wie ihr Bruder Dan die beiden Waisenkinder Little Em’ly und Ham adoptiert hat. Als David wieder heimkommt, hat seine Mutter Mr. Murdstone geheiratet. Dieser entpuppt sich nun als gebieterischer Ehemann und holt seine gemeine Schwester Jane ins Haus. Clara ist gegen Janes Anwesenheit, doch ihr neuer Mann weist sie zurecht, sodass sie zusehends an Selbstvertrauen verliert. Als David in seinen schulischen Leistungen nachlässt, wird er von Mr. Murdstone geschlagen. Clara bringt ein weiteres Kind zur Welt, stirbt aber bei der Geburt. Der kleine David wird von Murdstone nach London zum Arbeiten geschickt, während Peggotty den Kutscher Barkis heiratet.
David wohnt bei dem gutherzigen Wilkins Micawber, der allerdings ständig wegen seiner Geldprobleme von seinen Gläubigern gejagt wird. Als Micawber verhaftet und im Anschluss an seine Haft der Stadt verwiesen wird, flieht David zu seiner Großtante Betsey nach Dover. Diese war bereits bei seiner Geburt anwesend, jedoch ging sie fort, als David nicht das erhoffte Mädchen war. Der kleine David muss die Reise zu Fuß zurücklegen, als ihm sein Reisegeld gestohlen wird. Bei der Ankunft gewinnt er sofort Zuneigung zu seiner resoluten, ihm Schutz und Hilfe gewährenden Tante sowie ihrem verrückten Cousin, Mr. Dick. David wird für seine Schulzeit von der gutsituierten Familie Wickfield aufgenommen. Den Familienvorstand hat der alkoholkranke Mr. Wickfield inne, zum Haushalt gehören neben dem Sekretär Uriah Heep auch Mr. Wickfields Tochter Agnes, die sich in David verliebt. Doch David beginnt ein Studium in Canterbury und nimmt daher kaum Notiz von Agnes. Der hinterlistige Sekretär erlangt durch geschickte Manöver eine machtvolle Position in der Familie. Unterdessen wird Davids alter Bekannter Micawber von Heep eingestellt.
Im Anschluss an sein Studium reist David nach London, um eine Arbeit als Schreiber zu suchen. Er begegnet seinem alten Studienfreund Steerforth, der ihn in die Oper einlädt. Dort verliebt sich David in die attraktive, jedoch naive Dora. Bei einem Besuch der Familie von Mrs. Peggotty brennt Steerforth mit Little Em’ly, die sich tags zuvor mit Ham verlobte, nach Italien durch. Als David von Dan Peggotty erfährt, dass sie von Steerforth in Italien sitzengelassen wurde, will er sie zurückholen. Kurz vor der Abreise will er Ham bitten, Little Em’ly zu verzeihen und sie nach seiner Rückkehr wieder zu sich zu nehmen. Doch es tobt ein Sturm, und Ham, der mit den Seeleuten seines Hafenortes versucht, die Mannschaft eines vor der Küste kenternden Segelschiffs zu retten, ertrinkt, als er den letzten Mann der havarierten Yacht zu retten versucht. Dieser Mann ist Steerforth, der ebenfalls im Sturm ertrinkt.
David kann in London einige seiner Kurzgeschichten veröffentlichen und Dora heiraten. Die immer noch in ihn verliebte Agnes ist geschockt. Dora wird jedoch schwächlich und stirbt bald an einer schweren Krankheit. Er geht für ein Jahr ins Ausland, um sich von diesem Schlag zu erholen. Nach seiner Rückkehr Besuch bei den Wickfields entdeckt David, dass der Sekretär Heep so viel Macht angehäuft hat, dass er um Agnes Hand anhalten könnte. Mit Hilfe von Micawber kann David Heep in Anwesenheit der Wickfields, seiner Tante Betsey und Mr. Dicks ihn als Bösewicht entlarven. David wendet sich nun Agnes zu und gesteht ihr seine bis jetzt verborgenen Gefühle für sie.

## Produktionsgeschichte

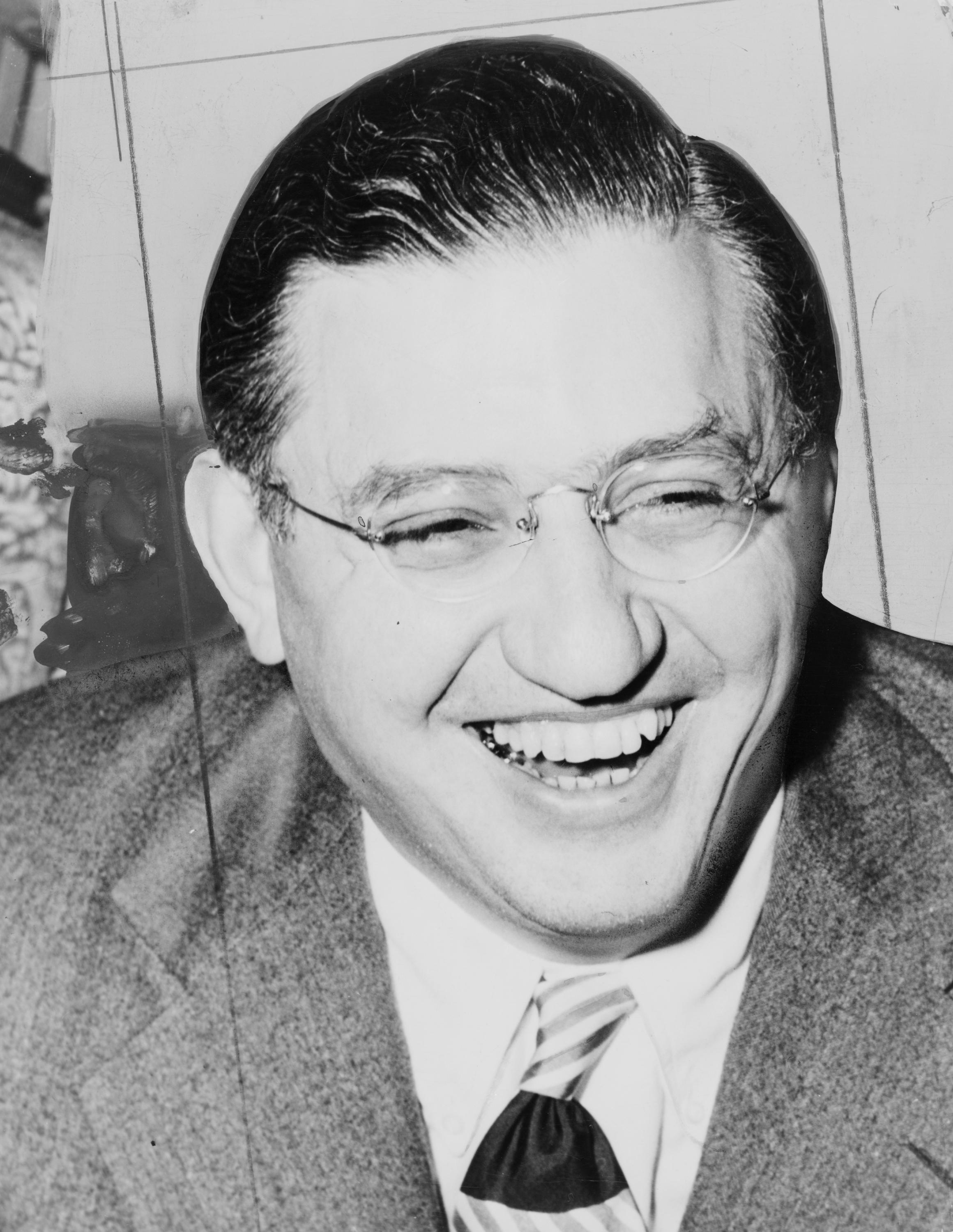
Produzent Selznick (1940)

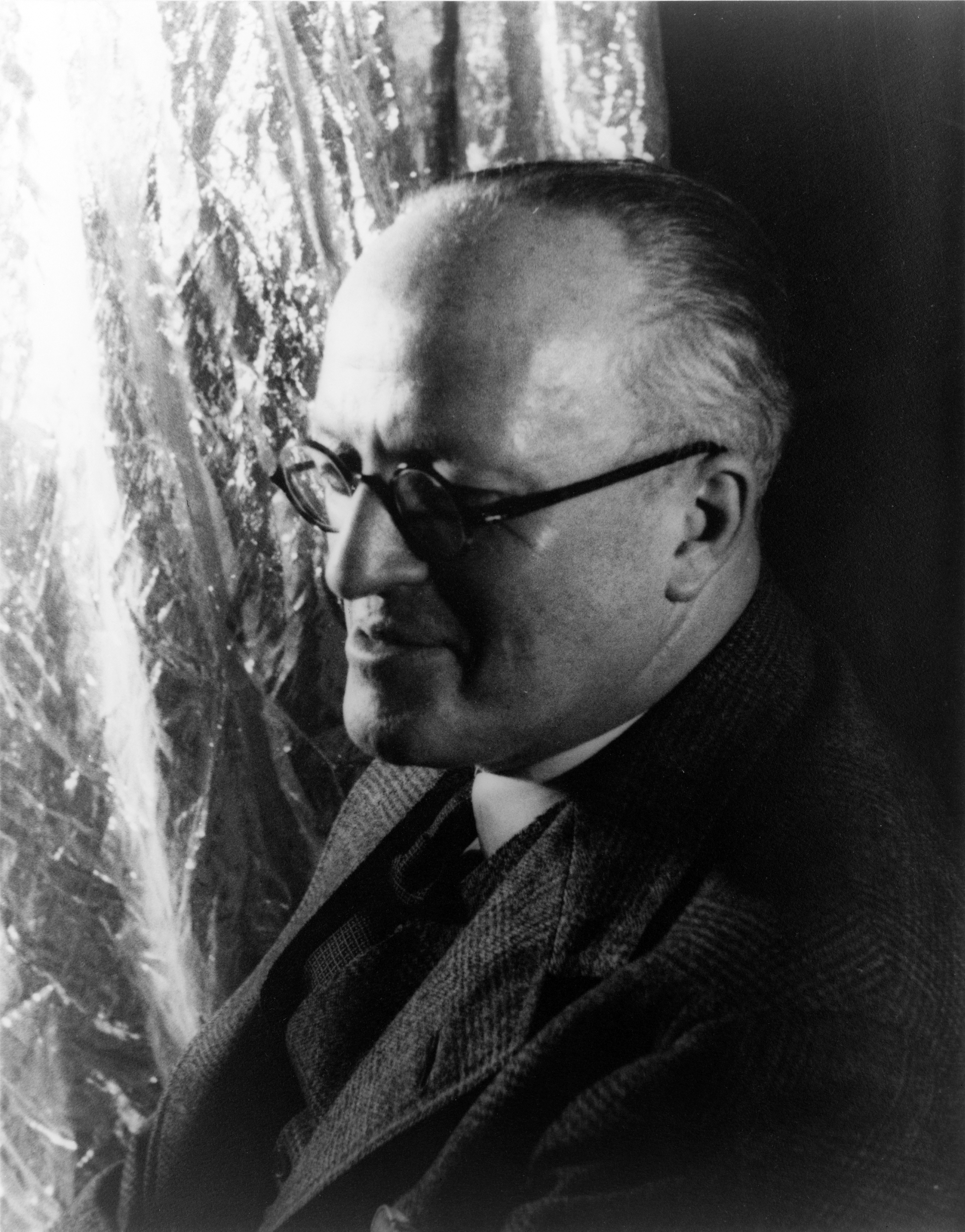
Drehbuchautor Walpole (1934)

Der Roman David Copperfield (1850) war das Lieblingsbuch von David O. Selznick, dem Produzenten des Filmes. Sein russischer Vater Lewis J. Selznick hatte durch Dickens’ Buch die englische Sprache gelernt und seinen Söhnen jeden Abend daraus vorgelesen. Aus diesem familiären Hintergrund heraus hatte Selznick schon lange den Wunsch, David Copperfield zu verfilmen. Es war nach drei Stummfilmen die erste Tonfilmverfilmung des Literaturklassikers. Mitte der 1930er-Jahre standen Dickens-Verfilmungen hoch im Kurs, im selben Jahr wurde zum Beispiel ebenfalls A Tale of Two Cities gedreht, für den auch Basil Rathbone und Elizabeth Allan vor der Kamera standen.
Ursprünglich plante Selznick den Film in England in zwei Teilen drehen – doch da das Projekt dann noch teurer geworden wäre, entschloss man sich zu einem etwas über zwei Stunden dauernden Film. Das Budget betrug knapp eine Million US-Dollar, was damals eine überdurchschnittliche Summe für einen Film war. Bis auf einige Außenaufnahmen der Kathedrale von Canterbury wurde der Film komplett in Kalifornien gedreht, wobei die weißen Klippen von Dover bei Betseys Landhaus in Malibu nachmodelliert wurden. Für die Ausstattung des Films von MGM sorgten Cedric Gibbons und Edwin B. Willis, die die Kulissen in aufwendigen Backlots fertigstellten. Slavko Vorkapić war für die Spezialeffekte verantwortlich.
Als Drehbuchautor konnte der damals populäre Schriftsteller Hugh Walpole gewonnen werden, der Neuseeländer übernimmt im Film ebenfalls einen Cameo-Auftritt als predigender Vikar in der Kirche. Walpole musste den langen Roman auf eine zweistündige Filmzeit rationalisieren. Es fehlen im Film zum Beispiel sein Freund Thomas Traddles, Steerforths Familie, Davids Schulzeit und Ausbildung am Gerichtshof sowie eine Episode um seinen Schulleiter Dr. Strong, der im Film nur kurz erwähnt wird. Einige Figuren kommen nur recht knapp vor, so etwa der Kutscher Barkis, Dr. Chillip, Steerforth oder dessen Diener Littimer. Dieser spricht im Film etwa nur drei Sätze, während ihm im Buch viele Passagen gewidmet sind. Auch die Geschichte um Mr. Micawber wurde gekürzt, so geht er im Roman mehrmals in den Bankrott und wandert am Ende mit Daniel Peggotty nach Australien aus.
Für den Film verpflichtete David O. Selznick eine Starbesetzung, wobei der Großteil der Darsteller aus Großbritannien und den Commonwealth-Staaten kam, um den Film authentisch wirken zu lassen. Einige der Ausnahmen bildeten Edna May Oliver, Jessie Ralph und W. C. Fields als Mr. Micawber. Die Rolle des Mr. Micawber wurde anfangs auf Wunsch von George Cukor von Charles Laughton gespielt, Selznick wollte zuerst Oliver Hardy. Auf eigenen Wunsch trat Laughton aber von der Rolle zurück und empfahl W. C. Fields, der von Paramount Pictures für diesen Film ausgeliehen wurde. Dessen breiter amerikanischer Akzent ist in der Originalfassung deutlich zu hören. W. C. Fields war dafür bekannt, sich nicht an seinen Text zu halten und stattdessen vor der Kamera zu improvisieren. Tatsächlich ist David Copperfield der einzige Film, in dem er dies nicht tat, da man es ihm vorher untersagt hatte. Einige Ideen, die Fields selbst einbrachte (zum Beispiel das Jonglieren und eine Anekdote über Schlangen), wurden ebenfalls nicht übernommen.

## Synchronisation
Bereits in den 1930er-Jahren entstand eine deutsche Kinofassung, in der Wolfgang Kieling David als Kind (Freddie Bartholomew) seine Stimme lieh. Die heute bei Fernsehausstrahlungen verwendete Synchronfassung entstand 1970 für eine Ausstrahlung im ZDF.
| Rolle                      | Schauspieler     | Dt. Synchronstimme (1970) |
| -------------------------- | ---------------- | ------------------------- |
| David Copperfield als Mann | Frank Lawton     | Elmar Wepper              |
| Tante Betsey               | Edna May Oliver  | Tilly Lauenstein          |
| Mr. Edward Murdstone       | Basil Rathbone   | Horst Naumann             |
| Dan Peggotty               | Lionel Barrymore | Erik Jelde                |
| Mr. Wilkins Micawber       | W. C. Fields     | Klaus W. Krause           |
| Mr. Wickfield              | Lewis Stone      | Wolfgang Büttner          |
| Agnes Wickfield als Frau   | Madge Evans      | Heidi Treutler            |
| Steerforth                 | Hugh Williams    | Fritz Wepper              |

## Rezeption

### Nachwirkung
Für einige Schauspieler brachte der Film den Durchbruch: Freddie Bartholomew, der Darsteller des jungen David, zog für diesen Film in die USA und erhielt einen Siebenjahresvertrag bei Metro-Goldwyn-Mayer. Seine Darstellung wurde allgemein als gut empfunden und er avancierte neben Shirley Temple zum größten Kinderstar seiner Zeit. David O. Selznick setzte ihn ein Jahr später in Der kleine Lord erneut ein. Basil Rathbone stieg durch seine Verkörperung des grausamen Stiefvaters zum erfolgreichsten Filmschurken der kommenden Jahre auf, nachdem er zuvor nur in kleineren Filmen mitgewirkt hatte. Frank Lawtons Darstellung des erwachsenen Davids wurde hingegen als etwas blass empfunden und schon nach zwei weiteren Filmen kehrte er nach Großbritannien zurück.
John Buckler, der Schauspieler von Ham, ertrank wie seine Filmfigur nur ein Jahr nach der Veröffentlichung des Filmes. Der 30-jährige und sein Vater gerieten mit ihrem Auto von der Fahrbahn in den Malibou Lake und konnten sich nicht aus dem Fahrzeug befreien.
Wegen der guten Erfahrungen mit dem Film produzierte David O. Selznick in den nächsten Jahren noch zahlreiche Literaturverfilmungen, am berühmtesten ist wohl Vom Winde verweht aus dem Jahre 1939. David O. Selznick fügte eine kleine Referenz an den Film und sein Lieblingsbuch in Vom Winde verweht ein: So liest Melanie Hamilton (Olivia de Havilland) das Buch in einer Szene, während im Originalbuch von Margaret Mitchell an dieser Stelle Die Elenden gelesen wird.

### Kritiken
Der Film war ein großer Publikumserfolg und spielte über 3,5 Millionen US-Dollar ein. Zudem erhielt er hervorragende Kritiken, so sahen 1935 einige Kritiker ihn als die bisher beste Literaturverfilmung überhaupt.

„Hollywood bei den Viktorianern: Aus Charles Dickens' Romanklassiker wurde ein Kinoklassiker und Kassenknüller, der Produzent Selznick auf seinem zunächst belächelten Weg zur Literatur bestätigte. Publikum und Kritik nahmen die Abenteuer, Erfahrungen und Beobachtungen des leidgeprüften David Copperfield gleichermaßen begeistert auf. George Cukor, dessen Ruf als Regisseur von Literaturvorlagen damit endgültig feststand, strebte minuziös Authentizität in der Ausstattung an und inszenierte mit einer hochkarätigen Besetzung. Eine denkwürdige Rolle spielt W.C. Fields als Mr. Micawber.“

Neben dem Lexikon des internationalen Films äußerte sich auch die Zeitschrift Prisma positiv über den Film, sie bezeichnete diese Verfilmung des Romans als „eine der grandiosesten“. „Besonders gut ist die brillante Besetzung.“ Laut der Zeitschrift Cinema gelang Regisseur Cukor eine „stimmige Umsetzung des viktorianischen Romanklassikers. Cukors Sinn fürs Detail und sein exzentrisches Casting […] wurden einhellig gerühmt.“ Das Fazit lautete: „Exzellente Literaturverfilmung mit schöner Patina.“
Auch der Classic Filmguide war begeistert. Der Film sei eine „fantastische Wiedergabe“ von Dickens Erzählung. Sanderson Beck lobte im Movie Mirror die „exzellente Besetzung“ bis in die kleinsten Nebenrollen. Der Film werde durch „diverse Dickens-Charaktere und dem detaillierten Porträt des Englands des 19. Jahrhunderts bereichert“. Die New York Times zählt den Film unter die besten 1000 Filme aller Zeiten und äußert sich so:

„David Copperfield war MGM's große Weihnachtsproduktion im Jahre 1934/1935 und zugleich die erste große Literaturverfilmung von David O. Selznick. Während die massive Romanvorlage in 133 Minuten verkürzt werden mussten, aber am Ende war das Resultat so gut, dass nur die größten Erbsenzähler mit den wunderbaren Figuren und Ereignissen unzufrieden waren. Die Besetzung mit W. C. Fields war großartig: auch wenn er seinen eigenen, beliebten Stil bei jeder Möglichkeit in die Figur einfließen lässt, war Fields geboren, um Mr. Micawber zu spielen. Auch Lionel Barrymore funktioniert perfekt als Dan Peggotty. Tatsächlich gibt es keine Fehlbesetzung in der gesamten Produktion und wie auch Selznicks aufwändige Produktion, war dies der Schlüssel zum überragenden Erfolg des Filmes.“

### Auszeichnungen
1936 wurde der Film in den Kategorien Bester Film, Bester Schnitt und in der ehemaligen Kategorie Beste Regieassistenz (Joseph M. Newman) für den Oscar nominiert. Ein Jahr zuvor wurde George Cukor bei den Internationalen Filmfestspielen von Venedig für den Mussolini Cup nominiert.
Die New York Times zählt den Film zu den besten 1000 Filmen überhaupt.

## Weitere Verfilmungen des Romans
- 1911: Kurzfilm (USA) von Theodore Marston mit Ed Genung
- 1913: Kinofilm (GB) von Thomas Bentley mit Len Bethel
- 1922: Kinofilm (DK) von A. W. Sandberg mit Gorrn Schmidt
- 1956: 13-teilige TV-Serie (GB) mit Robert Hardy und Leonard Cracknell
- 1965: Fernsehfilm (I) von Anton Giulio Majano mit Giancarlo Giannini
- 1965: Fernsehfilm (F) von Marcel Cravenne mit Didier Haudepin
- 1966: 13-teilige TV-Serie (GB) mit Ian McKellen und Christopher Guard sowie Joss Ackland
- 1969: Fernsehfilm (GB) von Delbert Mann mit Robin Phillips sowie Laurence Olivier und Richard Attenborough
- 1974: 6-teilige TV-Serie (GB) mit David Yelland
- 1983: Zeichentrickfilm (AUS) von Alexander Buzo
- 1986: 10-teilige TV-Serie (GB) mit Colin Hurley
- 1993: Zeichentrickfilm (F/CAN) von Dan Arioli mit der Stimme von Julian Lennon
- 1999: Fernsehfilm (GB) von Simon Curtiz mit Daniel Radcliffe sowie Ian McKellen und Maggie Smith
- 2000: Fernsehfilm (USA/IRL) von Peter Medak mit Hugh Dancy sowie Nigel Davenport und Sally Field
- 2009: Fernsehfilm (I) von Ambrogio Lo Giudice mit Giorgio Pasotti